# Stanisław Żuk (architekt)

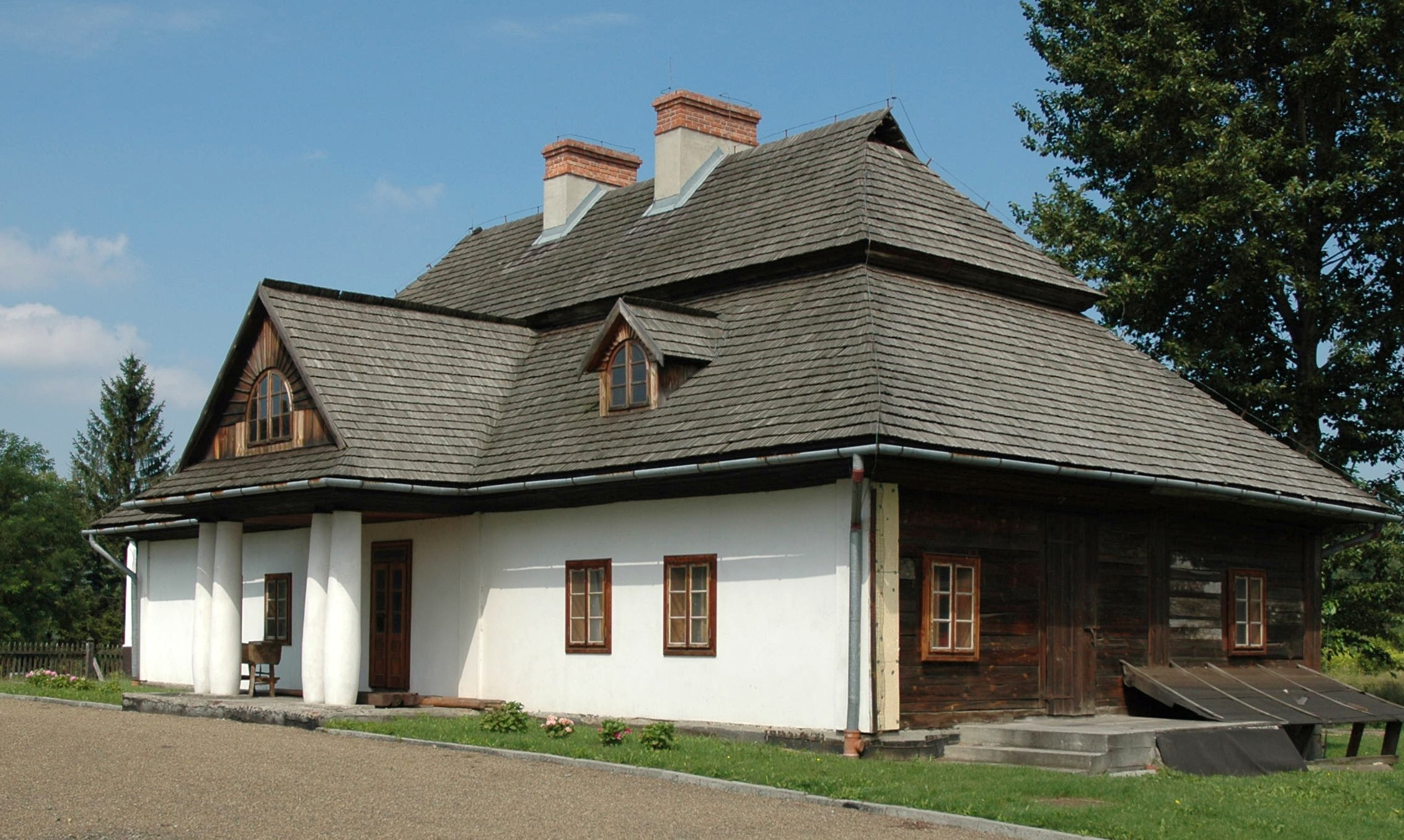
Dwór w Skansenie Pastewnik

Stanisław Żuk (ur. 1 września 1919 w Ujeznej, zm. 30 października 1998 w Przeworsku) – polski inżynier architekt, pomysłodawca i twórca „żywego skansenu” Pastewnik w Przeworsku.

## Życiorys
Dzieciństwo spędził na Mokrej Stronie (dzielnica Przeworska). Ukończył szkołę budowlaną w Jarosławiu. Do 1939 pracował w jarosławskiej cegielni, w czasie okupacji zatrudnił się w firmie „Globus”. Działał w strukturach Armii Krajowej i Batalionów Chłopskich. Po II wojnie światowej pracował krótko na PKP w Przeworsku, a w 1947 został architektem powiatowym. Kierował akcjami odbudowy okolicznych wsi ze zniszczeń wojennych. Podjął studia na Politechnice Warszawskiej. Dyplom architekta uzyskał w 1956 w Katedrze Architektury i Planowania Wsi pod kierunkiem dra Ignacego Tłoczka. Współpracował również z prof. Franciszkiem Piaścikiem, prof. Andrzejem Rzymowskim i doc. Franciszkiem Kotulą. Pracował kolejno w Wojewódzkiej Dyrekcji Rozbudowy Miast i Osiedli Wiejskich w Przemyślu (filia w Jarosławiu), a następnie w Biurze Planowania Przestrzennego w Przemyślu (filia w Przeworsku).
Od dzieciństwa zafascynowany był drewnem i jego ciesielską obróbką. Zabytki budownictwa drewnianego utrwalał na zdjęciach i szkicach.
W latach 60. XX w. zaproponował utworzenie „klasycznego muzeum skansenowskiego” w bliskich okolicach Przeworska, celem uchronienia przed zniszczeniem drewnianej architektury. Pomysł ten wyewoluował w ideę „Przeworskiego Zamysłu”. Na terenie tzw. Pastewnika (miejsce zabaw i festynów w okresie międzywojennym) postanowiono stworzyć skansen łączący funkcję muzealną z hotelarsko-gastronomiczną. Pomimo problemów administracyjnych Stanisław Żuk rozpoczął w 1976 realizację przedsięwzięcia. Nie udało się przenieść wszystkich zamierzonych obiektów, jednak uratowano wiele mieszczańskich domów.
Stanisław Żuk zaprojektował również osiedla Batorego i Sobieskiego w Przeworsku. Wiele jego projektów brało udział w konkursach „O złotą wiechę” i „Dom moich marzeń”, zajmując wysokie lokaty.
Należał do Towarzystwa Miłośników Przeworska. Był jednym z założycieli Oddziału PTTK w Przeworsku. Odznaczony został Złotą Odznaką PTTK.
Zmarł 30 października 1998. Pochowany został na Starym Cmentarzu w Przeworsku.